# 미쓰케정
미쓰케정(일본어: 見付町)은 일본 시즈오카현 서부, 이와타군에 속했던 정이다. 현재의 이와타시에 해당한다.

## 역사
- 1889년 4월 1일 - 정촌제 시행에 의해 이와타군 미쓰케정이 단독으로 자치체를 형성하였다.
- 1940년 11월 1일 - 나가이즈미정, 니시카이촌, 덴류촌과 합병해, 이와타정이 성립하여, 동일 미쓰케정은 폐지되었다.

## 교통

### 도로
- 도카이도 (현 국도 제1호선)

## 참고문헌
- 가도카와 일본 지명 대사전 22 静岡県